# Szalwa Loladze
Szalwa Loladze, gruz. შალვა ლოლაძე, ros. Шалва Лоладзе, Szałwa Łoładze (ur. 3 kwietnia?/16 kwietnia 1916, zm. 25 kwietnia 1945 na wyspie Texel) – radziecki wojskowy (kapitan), oficer 822 Gruzińskiego Batalionu Piechoty, współorganizator antyniemieckiego buntu na wyspie Texel podczas II wojny światowej.

## Życiorys
W okresie międzywojennym służył w Armii Czerwonej. Po ataku wojsk niemieckich na ZSRR 22 czerwca 1941 r. był pilotem myśliwskim. W stopniu kapitana objął dowództwo eskadry lotniczej. W 1942 r. został zestrzelony przez Niemców nad Ukrainą. Dostał się do niewoli, po czym osadzono go w obozie jenieckim. Latem 1943 r. wstąpił do Legionu Gruzińskiego w składzie Wehrmachtu. Służył jako młodszy oficer w 822 Gruzińskim Batalionie Piechoty. Początkowo krótko walczył na froncie wschodnim, ale wraz z resztą oddziału przeniesiono go do okupowanej Holandii. W marcu 1945 r. batalion trafił na wyspę Texel. Na początku kwietnia tego roku współorganizował antyniemiecki bunt żołnierzy oddziału. Zginął w trakcie walk 25 kwietnia. W 1953 r. Holendrzy wybudowali na wyspie pomnik ku czci uczestników buntu, który nazwali imieniem Szalwy Loladzego.